# 鳥巢灣
69°29′S 39°34′E / 69.483°S 39.567°E
鳥巢灣（英語：Torinosu Cove），是南極洲的海灣，位於毛德皇后地的哈拉爾王子海岸，處於呂佐夫-霍爾姆灣東部，根據日本探險隊的測量和拍攝的空中照片繪入地圖，現時由南極條約體系管理。

## 外部連結
- 本条目引用的公有领域材料来自美国地质调查局的文档 《鳥巢灣》 （資料來自地名信息系统）。